# Хабалова, Зинаида Савельевна
Зинаи́да Саве́льевна Хаба́лова (настоящее имя — Мирья́м Саве́льевна Ашкина́зи; 3 марта 1937, Сталинир, Грузинская ССР, СССР — 2 ноября 2016) — советский и российский композитор, музыкально-общественный деятель, педагог.
Заслуженный деятель искусств (1987) и Народная артистка Республики Северная Осетия — Алания (1992). Член Союза композиторов СССР с 1976 года.
Рекордсмен книги рекордов Гиннесса, как единственная в мире женщина-композитор, написавшая наибольшее количество симфоний (19).

## Биография
Родилась в осетино-еврейской семье.
Училась в музыкальной школе Сталинира у приглашённого педагога, ленинградской пианистки Е. Л. Мазинг. Первые уроки по композиции получила у Бориса Александровича Галаева, известного общественного деятеля и первого профессионального композитора Осетии.
В 1958—1963 гг. обучалась в семинаре молодых композиторов при Союзе композиторов РСФСР у Арама Хачатуряна по композиции, и у профессора Владимира Фере по фортепиано. Одновременно работала во МХАТе СССР имени Горького педагогом-пианисткой.
В 1963—1967 гг. обучалась в Орджоникидзевском музыкальном училище на дирижёрско-хоровом отделении, в классе у профессора Аркадия Тарасовича Ачеева.
В 1974 окончила Тбилисскую консерваториию им. Вано Сараджишвили, факультет теоретико-композиторский, по композиции у профессора А. В. Шаверзашвили (дипломная работа — опера «Фатима» в трех действиях и симфония № 1 «Семь черкесок»)
В 1976 году была принята в Союз композиторов СССР.
В 1977—1985 гг. — художественный руководитель ВИА «Бонварнон».
В 1984 году переехала в Москву.
В 2003—2008 годах возглавляла во Владикавказе «Авторский культурный центр Зинаиды Хабаловой „Арфа“». Позже образовала в Москве РОО «Межнациональный авторский научно-культурный центр „Арфа“».

## Произведения[4]

### Оперы
- «Фатима», в трёх актах, на либретто Аслана Хабалова по одноимённой поэме К. Л. Хетагурова, 1974

### Симфонии
- Симфония № 1 «Семь черкесок» в 3-х частях, 1974
- Симфония № 2, 1976
- Симфония № 3 (Посвящается Г. Орджоникидзе) в 3-х частях, 1986
- Симфония № 4 (Посвящается Р. Щедрину) в 4-х частях, 1987
- Симфония № 5 «Коста Хетагуров» в 4-х частях, 1989
- Симфония № 6 «Синяя. Homo faber» в 4-х частях, 1990
- Симфония № 7 в 3-х частях, 1991
- Симфония № 8 (Посвящается Л. Серостановой) в 4-х частях, 1992
- Симфония № 9 (Посвящается У. Мэю) одночастная, 1993
- Симфония № 10 в 4-х частях, 1994
- Симфония № 11 «Уастырджи», 1994
- Симфония № 12 «Садот», 1994
- Симфония № 13 «Витасофия» (посвящается Ю. И. Боканю), 1994
- Симфония № 14 «Аланы» в 4-х частях, 1994
- Симфония № 15 «Манас», 1995
- Симфония № 16 «Христианская (Москва Златоглавая)», в 4-х частях, 1996
- Симфония № 17 «Холокост» в 3-х частях, 2000
- Симфония № 18 «Сакура» (посвящается М. Плисецкой), 2008
- Симфония № 19 «Сталинирская» (посвящается Б. Галаеву), 2011

### Вокально-симфонические
- Оратория «Роковой сорок первый», для чтеца, сопрано, меццо-сопрано, смешанного хора и симфонического оркестра на стихи Л. Серостановой и Уолтера Мэя, 1985

### Концерты
- Концерт для скрипки с оркестром (Памяти А. И. Хачатуряна), в 3-х частях, 1983
- Концерт-поэма «Дружба», для фортепиано и симфонического оркестра.

### Для оркестра
- Ноктюрн, 1970
- Каприччио, 1970
- Три симфонические картинки, 1972
- Сюита «В горах Осетии», 1976
- Осетинские танцы для симфонического оркестра, 1976
- Праздничная увертюра, 1977
- Четыре симфонические картинки, 1978
- Осетинская рапсодия № 1, 1982
- Осетинская рапсодия № 2, 1982
- Осетинская рапсодия № 3, 1982
- Осетинская рапсодия № 4, 1982
- Осетинская рапсодия № 5, 1982

### Для голоса
- «Прости», романс на стихи К. Л. Хетагурова, 1972
- «Песни-игры», цикл песен для детей на стихи Ю. Коваленко, 1985
- Цикл романсов на стихи К. Л. Хетагурова, 1989
- Одиннадцать детских песен из «Осетинской лиры» на стихи К. Л. Хетагурова, 1989

## Награды
- Заслуженный деятель искусств Северо-Осетинской АССР (1989)
- Народная артистка Республики Северная Осетия — Алания (1992)
- Почётная грамота Кыргызской Республики (14 октября 1995 года, Кыргызстан) — за заслуги в пропаганде кыргызского музыкального искусства[5]
- Памятная золотая медаль «Манас-1000» (15 августа 1995 года, Кыргызстан) — в ознаменование 1000-летия эпоса «Манас»[6]
- Лауреат международной премии ЮНЕСКО (1995) — за симфонию № 15 «Манас»